# Ambert
Ambert (en occitano Embèrt) es una localidad y comuna francesa, situada en el departamento del Puy-de-Dôme, región de Auvernia-Ródano-Alpes. La comuna se encuentra dentro del Parque natural regional Livradois-Forez.
A sus habitantes se les denomina con el gentilicio de Ambertois.

## Demografía
| 7160 | 7328 | 7603 | 7722 | 7420 | 7309 |
| Para los censos de 1962 a 1999 la población legal corresponde a la población sin duplicidades (Fuente: INSEE [Consultar]) |      |      |      |      |      |

## Gastronomía
El queso Fourme d'Ambert, AOC.

## Lugares de interés
- Iglesia Saint-Jean, gótica, construida entre 1471 y 1550
- Dolmen de Boisseyres
- Monumento Henri Pourrat
- Monumento Alexandre Vialatte
- El edificio de la actual Mairie
- El edificio de la Caisse d'Épargne
- Museo de maquinaria agrícola y a vapor
- Museo del Molino papelero Richard de Bas.

## Personas destacadas
- Michel Rolle (1652-1719), matemático.
- Emmanuel Chabrier (1841-1894), compositor.
- Pierre de Nolhac (1859-1936), escritor.
- Henri Pourrat (1887-1959), escritor

## Imágenes

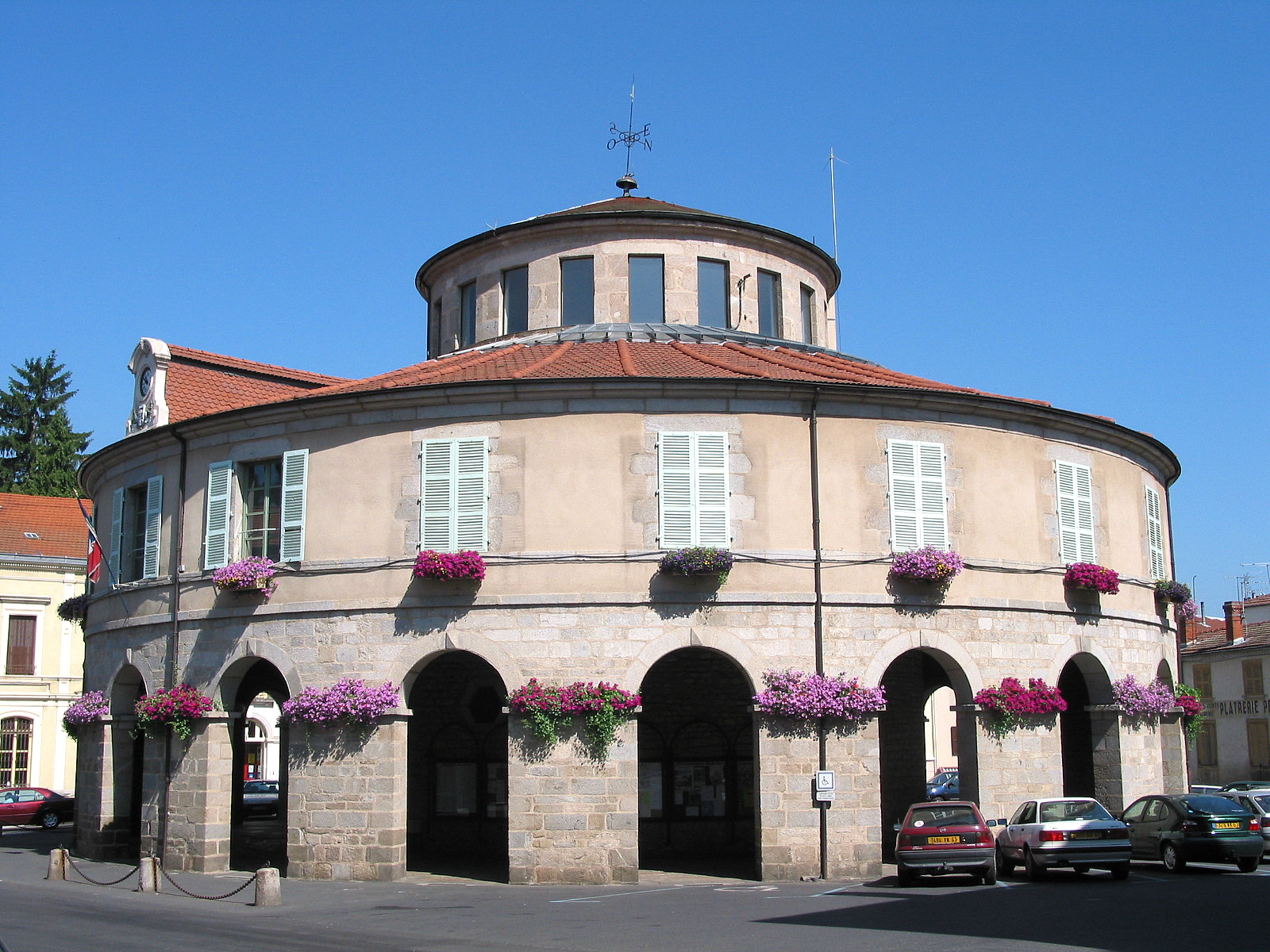
Ayuntamiento.
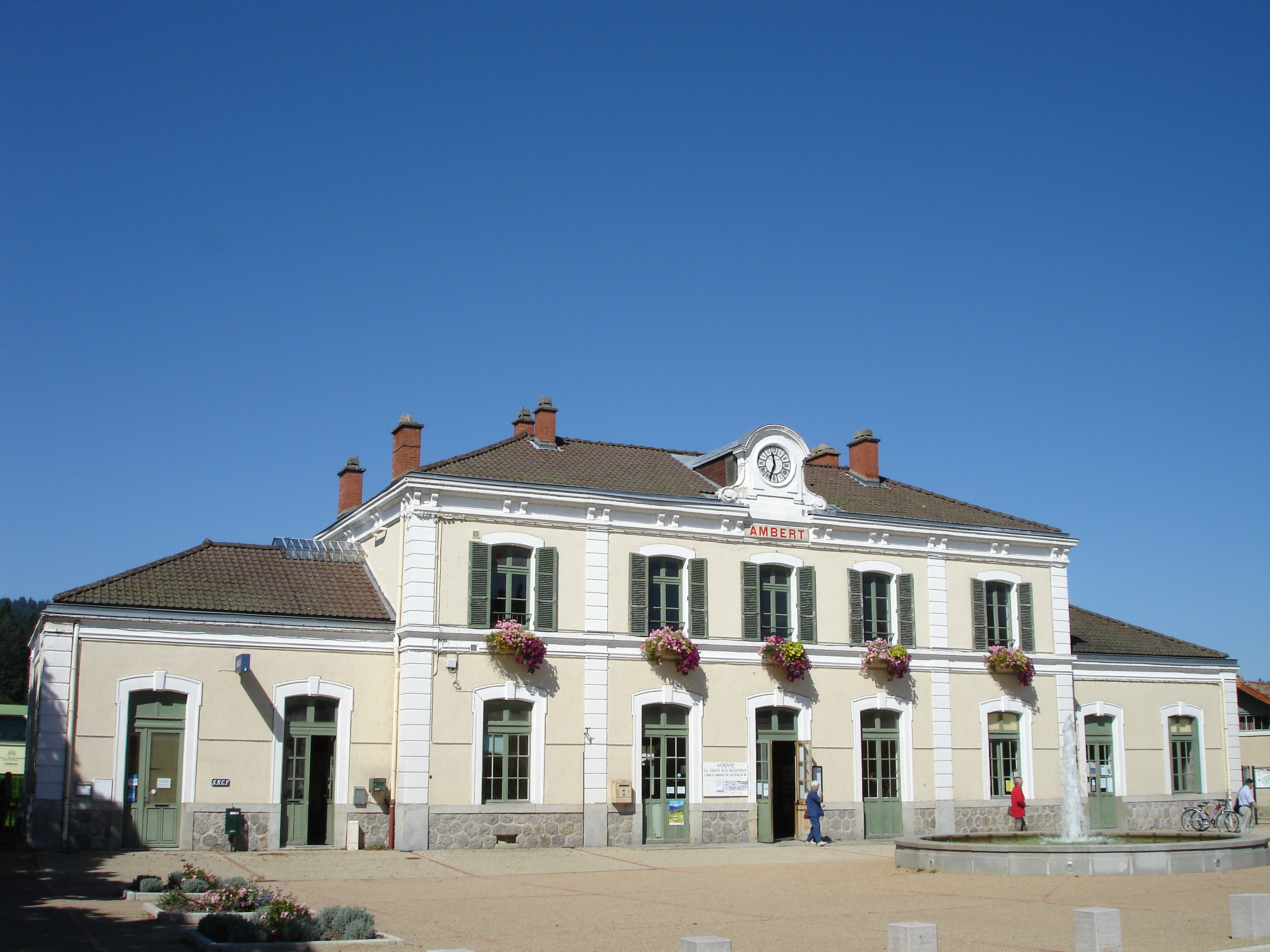
Estación de Ambert.
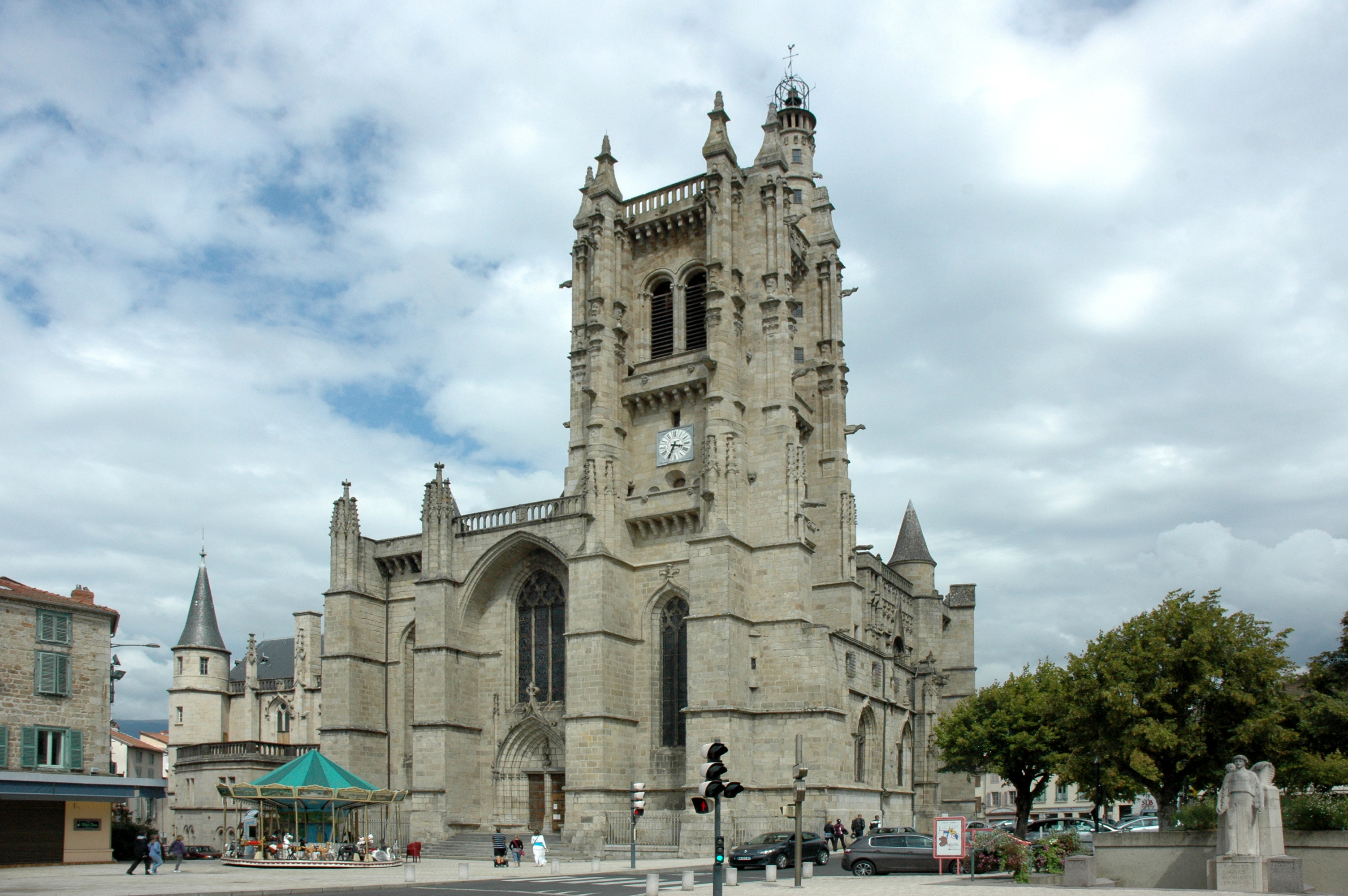
Iglesia

## Ciudades hermanadas
- Annweiler,  desde el año 1988.
- Saitama,  desde el año 1989.
- Gorgonzola,  desde el año 2002.